# Paxton (Illinois)
Paxton è un comune degli Stati Uniti d'America, situato in Illinois, nella Contea di Ford. È il luogo di nascita del pilota di Monster truck Tom Meents.